# Ardisia livida
Ardisia livida är en viveväxtart som beskrevs av Carl Christian Mez. Ardisia livida ingår i släktet Ardisia och familjen viveväxter. Inga underarter finns listade i Catalogue of Life.